# Ron Goulart
Ron Goulart (Berkeley, 1933. január 13. – 2022. január 14.) amerikai tudományos-fantasztikus és fantasy szerző.

## Életpályája
Első novellája, a Letters to the Editor a Kalifornia Egyetem Pelican című lapjában jelent meg, 1952-ben a The Magazine of Fantasy & Science Fiction is közölte. Ez az írás tekinthető Goulart első fantasztikus munkájának. A mű a ponyvalapokhoz beküldött olvasói levelek paródiája. Később marketinggel és reklámmal foglalkozott, az 1960-as évek elején ő írta a Chey Press című szatirikus újság-paródiát, amely a Ralston Purina gabonapehely-dobozainak hátoldalán jelent meg. Közreműködött a P. S. és más magazinokban, könyvismertető rovata volt a Venture Science Fiction Magazine-ben. Cheap Thrills: An Informal History of the Pulp Magazines című, 1972-ben megjelent műve a legismertebb sci-fi történeti alkotása.
Munkáira a jellemző a humor, illetve az emberfeletti erővel bíró hősök szerepeltetése. Humoros krimijei, illetve fantasztikus történetei robotokról, hollywoodi alakokról szólnak (például Groucho Marx). Az 1970-es években számos regényt írt Lee Falk The Phantom című regénye főhőséről, Frank Shawn álnév alatt (felesége és fia nevéből). 2003-tól napjainkig képregényszövegeket és novellákat is írt a szereplőről, ezek a Moonstone Books kiadónál jelentek meg. Televíziós műsorokban is közreműködött (például a Laverne & Shirley), valamint női álnevek alatt számos romantikus regényt is alkotott. Közismert tény, hogy Goulart írta meg a William Shatner színésznek tulajdonított TekWar könyvsorozatot (Shatner csak a cselekmény alapvonalait vázolta fel). Bűnűgyi novelláinak gyűjteményét 2001-ben tette közzé a Crippen & Landru kiadó, Adam and Eve on a Raft címmel. Az 1970-es évek elején több forgatókönyvet készített a Marvel Comics számára, többnyire klasszikus fantasztikus történetek adaptációit. Az évtized végén Gil Kane-vel együtt a Star Hawks című, lapokban megjelenő képregényen dolgozott. Az 1990-es évek elején a Marvel TekWar sorozatát írta.
Kétszer jelölték az Edgar díjra, 1970-ben After Things Fell Apart című novellájáért.
Felesége a szintén író Frances Sheridan Goulart, két fia van, Sean-Lucien és Steffan Eamon. Írói álnevei Kenneth Robeson, Con Steffanson, Chad Calhoun, R.T. Edwards, Ian R. Jamieson, Josephine Kains, Jillian Kearny, Howard Lee, Zeke Masters, Frank S. Shawn és Joseph Silva.

## Magyarul megjelent művei
Novellája jelent meg a Galaktika 16. számában 1975-ben, Üzemzavar címmel.
- Nyomozás a Schubert-ügyben; in: Halj meg boldogan!; szerk. Bekő Mária, ford. Fazekas István; Krónika, Bp., 1988 (Kroki krimi)
- Sajnos, a szerelmem; in: Sajnos, a szerelmem; ford. Fazekas István; Krónika, Bp., 1989 (Kroki krimi)

## Fordítás
- Ez a szócikk részben vagy egészben  a   Ron Goulart című angol Wikipédia-szócikk ezen változatának fordításán alapul.  Az eredeti cikk szerkesztőit annak laptörténete sorolja fel. Ez a jelzés csupán a megfogalmazás eredetét és a szerzői jogokat jelzi, nem szolgál a cikkben szereplő információk forrásmegjelöléseként.